# Pseudohyaleucerea picta
Pseudohyaleucerea picta är en fjärilsart som beskrevs av William Schaus 1894. Pseudohyaleucerea picta ingår i släktet Pseudohyaleucerea och familjen björnspinnare. Inga underarter finns listade.